# Nikica Valentić
Nikica Valentić (Bilaj, 1950. november 24. – 2023. május 3.) horvát vállalkozó, ügyvéd és politikus, a Horvát Köztársaság 5. miniszterelnöke 1993 áprilisa és 1995 novembere között. A mai napig ő a legfiatalabb személy, aki ebben a tisztségben szolgált. Hivatalba lépésekor 42 éves volt, és egyben az első horvát miniszterelnök is, aki a világháború után született.

## Élete és pályafutása
A Gospić melletti Bilajon született 1950-ben, itt végezte általános iskolai tanulmányait is. középiskolába Gospićra járt, majd beiratkozott a Zágrábi Egyetem Jogi Karára, ahol 1974-ben diplomázott. 1978-tól 1983-ig a Stanograd és a Stanoinvest lakásszövetkezetek igazgatója volt, amelyek évente ezer lakást építettek. Az 1980-as évek elején részese volt a „Zelenjak-ügynek”, amikor azt állították, hogy cége szociális pénzekből házakat épített Zelenjakon Franjo Gregurićnak és más munkatársainak. 1983-ban ügyvéd lett. A befektetési szerződések, a kereskedelmi jog, az adók és az ingatlanszerződések szakértője volt.
Az 1990-es demokratikus változások után csatlakozott a Horvát Demokratikus Közösséghez (HDZ), és a horvát INA olajtársaság vezérigazgatója lett. 1992-ben országgyűlési képviselővé választották. Tagja volt a Parlament Gazdasági, Fejlesztési és Újjáépítési Bizottságának, tagja volt a Horvátország Fejlesztési Stratégiai Tanácsának, valamint az Elnöki Tanácsnak. A HDZ alelnökévé is megválasztották.
A Horvát Demokratikus Közösség tagjaként 1993. április 4-én Franjo Tuđman elnök kinevezte miniszterelnöki posztra. Elfogadva ezt a tisztséget, megígérte Tuđmannak, hogy a háború végéig marad tisztségében, amivel úgy számolt, hogy legfeljebb egy év lesz. Végül 1995. november 4-ig töltötte be a kormányfői tisztséget. Ez alatt a rövid idő alatt stabilizációs programmal állt elő, amely megállította az inflációt, felfegyverezte a hadsereget a felszabadító hadműveletekre, egyúttal 650 ezer menekültről és kitelepített személyről gondoskodott. Néhány hónappal hivatalba lépése után kabinetje leértékelte a horvát valutát, a horvát dinárt, megállítva az inflációt, és a háború kezdete után először hozott valamiféle gazdasági stabilitást Horvátországban. 1994 május 30-án a horvát dinárt helyett bevezette kunát. 1994-ben a horvát erők bosznia-hercegovinai hadműveleteket hajtottak végre, ami megteremtette Knin felszabadításának előfeltételeit. 1995. május elején a "Bljesak" hadműveletben felszabadult Nyugat-Szlavónia. Hivatali ideje alatt 1995. augusztusában hajtotta végre a horvát katonaság és rendőrség a honvédelmi háborút eldöntő „Vihar” hadműveletet, amely végül a háború végéhez vezetett Horvátországban és a szomszédos Bosznia-Hercegovinában. Mindezen történelmi jelentőségű sikerek miatt az egyik legsikeresebb horvát miniszterelnöknek tartják. Mandátuma lejárta után 2003-ig a horvát parlament tagja volt.
Lemondása után a következő évben, 1996-ban magánvállalkozásba kezdett, építőipari céget alapított, és lakásépítéssel foglalkozott. 2000 óta nem vesz részt aktívan a politikában. Ritkán jelent meg a médiában. 2007-ben tanúskodott Hágában a horvát tábornokok védelmében, mert úgy vélte, hozzá kell járulni az igazság megismeréséhez.
Közismert borbarát. Otthon, Zágrábban van egy borüzlete több ezer palackkal. Tíz éve vásárolt 8000 négyzetméternyi területet a Peljesacon, ahol több ezer szőlőtövet telepített a Plavac – Dingač fajtából. Nagy könyvgyűjtő, mintegy 6000 kötetes könyvtára van. Hetente egyszer elmegy a Medvednicába, Žumberakba vagy Samoborsko gorjébe a barátaival. Az új politikai szerepvállalásra vonatkozó ajánlatokat rendre visszautasította.

## Fordítás
Ez a szócikk részben vagy egészben  a   Nikica Valentić című angol Wikipédia-szócikk ezen változatának fordításán alapul.  Az eredeti cikk szerkesztőit annak laptörténete sorolja fel. Ez a jelzés csupán a megfogalmazás eredetét és a szerzői jogokat jelzi, nem szolgál a cikkben szereplő információk forrásmegjelöléseként.